# Zdzisław Kosyrz
Zdzisław Kosyrz (ur. 3 stycznia 1930 w Byczynie, zm. 5 sierpnia 2023) – polski pedagog, pułkownik WP, profesor nauk pedagogicznych.

## Życiorys
Od lat 50. w ludowym Wojsku Polskim. W 1955 roku ukończył studia w Wojskowej Akademii Politycznej im. Feliksa Dzierżyńskiego, z którą związał całą swoją służbę wojskową. W latach 1970–1975 oraz 1984-1990 szef Katedry Pedagogiki WAP, a w latach 1975-1984 prodziekan Wydziału Nauk Pedagogicznych. W 1960 ukończył również studia na Uniwersytecie Warszawskim. Stopień doktora uzyskał w 1967 roku, doktora habilitowanego w 1973 a profesora nadzwyczajnego w 1983 roku. W latach 1975–1980 współpracownik Instytutu Kształcenia Nauczycieli w Warszawie, od 1981 pracownik naukowy Wyższej Szkoły Pedagogicznej w Bydgoszczy. 
Członek Komitetu Nauk Pedagogicznych Polskiej Akademii Nauk (od 1970-1989), członek Polskiego Towarzystwa Pedagogicznego, w latach 1950-1990 członek PZPR. Członek Prezydium Zarządu Głównego Polskiego Towarzystwa Higieny Psychicznej, członek kilku redakcji wydawnictw popularno-naukowych, członek Rady Naukowej Stowarzyszenia Polskich Oświatowców. W latach 1985–1991 był członkiem wielu zespołów przygotowujących koncepcje kształcenia pedagogicznego; prowadził ponadto Ogólnokrajowe Konwersatorium Pedagogiczne. W latach 1990–1991 był profesorem w Akademii Obrony Narodowej. W 1991 zakończył zawodową służbę wojskową i przeszedł na emeryturę.
W latach 1991–1994 dyrektor Instytutu Pedagogiki Wyższej Szkoły Rolniczo-Pedagogicznej w Siedlcach, w latach 1994-1996 kierownik Katedry Teorii Wychowania  Mazowieckiej Wyższej Szkoły Humanistyczno-Pedagogicznej w Łowiczu, a w latach 1996-2000 dziekan  Wydziału Pedagogicznego Mazowieckiej Wyższej Szkoły Humanistyczno-Pedagogicznej w Łowiczu. W latach 2001–2003 kierownik  Zakładu  Pedagogiki Społecznej na Wydziale Nauk o Wychowaniu  w Wyższej Szkole Pedagogicznej Towarzystwa Wiedzy Powszechnej w Warszawie.
W roku 1999 został mianowany przez Ministra Edukacji Narodowej na stanowisko profesora zwyczajnego w Akademii Pedagogiki Specjalnej w Warszawie. Od 2004 do 2010 pełnił funkcję prorektora uczelni Pedagogium - Wyższa Szkoła Pedagogiki Resocjalizacyjnej w Warszawie.
Autor ponad 100 publikacji i prac naukowo-badawczych z zakresu pedagogiki wojskowej i ogólnej. Głównym terenem jego zainteresowań badawczych była i jest teoria  wychowania, pedeutologia, andragogika i pedagogika ogólna. Problematyką tą zajmuje się od 1960 roku. W zakresie ww. problematyki prowadził rozległe badania empiryczne i studia teoretyczne.

## Odznaczenia i Wyróżnienia
- nagroda resortowa MON (1970, 1978, 1980, 1985)
- Krzyż Kawalerski Orderu Odrodzenia Polski
- Złoty Medal „Siły Zbrojne w Służbie Ojczyzny”
- Medal Komisji Edukacji Narodowej
- Odznaka tytułu Zasłużony Nauczyciel PRL
- Srebrne Pióro Żołnierza Wolności za publicystykę w dziedzinie psychologii, pedagogiki, socjologii i prawa (1977)[2]

## Najważniejsze publikacje książkowe
- Osobowość oficera wychowawcy (1972)
- Wychowanie kolektywne w wojsku (1973)
- Wychowanie w Ludowym Wojsku Polskim (1978, współautor)
- Kształtowanie postaw patriotyczno-obronnych młodzieży (179)
- Wychowanie patriotyczne młodzieży akademickiej (1985)
- System wychowania w OHP (1986)
- Wychowanie społeczne w wojsku (1988)
- Osobowość wychowawcy (1992, 2005)
- Wychowanie interpersonalne (1993)
- Oblicza tożsamości, PWN, Warszawa (2011)